# Eclipse lunar de julio de 2009
| Previo | Eclipse \| Eclipse total \| Saros |
| Posterior | Eclipse \| Eclipse total \|Saros  |
| La Luna pasando a través del extremo sur de la sombra penumbral de la Tierra.                                                                                              |                                   |
| N.º de Saros | 110 (71 de 72)                    |
| Duración (h:min:s) |                                   |
| Penumbra | 1:05:50                           |
| Contactos |                                   |
| P1 | 08:32:48 UTC                      |
| Mayor | 9:38:38 UTC                       |
| P4 | 10:44:27 UTC                      |
| Representación del movimiento de la Luna sobre la penumbra de la Tierra, durante el nodo ascendente del satélite, en la constelación de Segitario, a lo largo de 24 horas. |                                   |

El eclipse lunar penumbral tuvo lugar el 7 de julio de 2009, siendo el segundo de los cuatro eclipses lunares de ese año. La Luna solo atravesó una pequeña porción de la penumbra de la Tierra, por lo que su visualización fue imposible para observadores sin equipo especializado.

## Visualización
El eclipse comenzó en Australia, antes del crepúsculo, recorrió el Pacífico, hasta terminar en América. Fue visible desde toda la superficie de la Antártida

### Mapa
El siguiente mapa muestra las regiones desde las cuales fue visible el eclipse. En gris, las zonas que no presenciaron el eclipse; en blanco, las que si lo hicieron; y en celeste, las regiones que observaron el eclipse durante la salida o puesta de la luna.

### Perspectiva de la Luna
La siguiente imagen es una representación de la vista de la Tierra y el Sol desde la perspectiva del centro de la Luna, en el instante máximo del eclipse.

## Relación con otros eclipses lunares

### Ciclo de Saros
Éste eclipse forma parte del ciclo de Saros 110. El eclipse anterior de esta serie ocurrió el 27 de junio de 1991. El siguiente tendrá lugar el 18 de julio de 2027, y será el último de esta serie.